# Heidi Vogel (Sängerin)

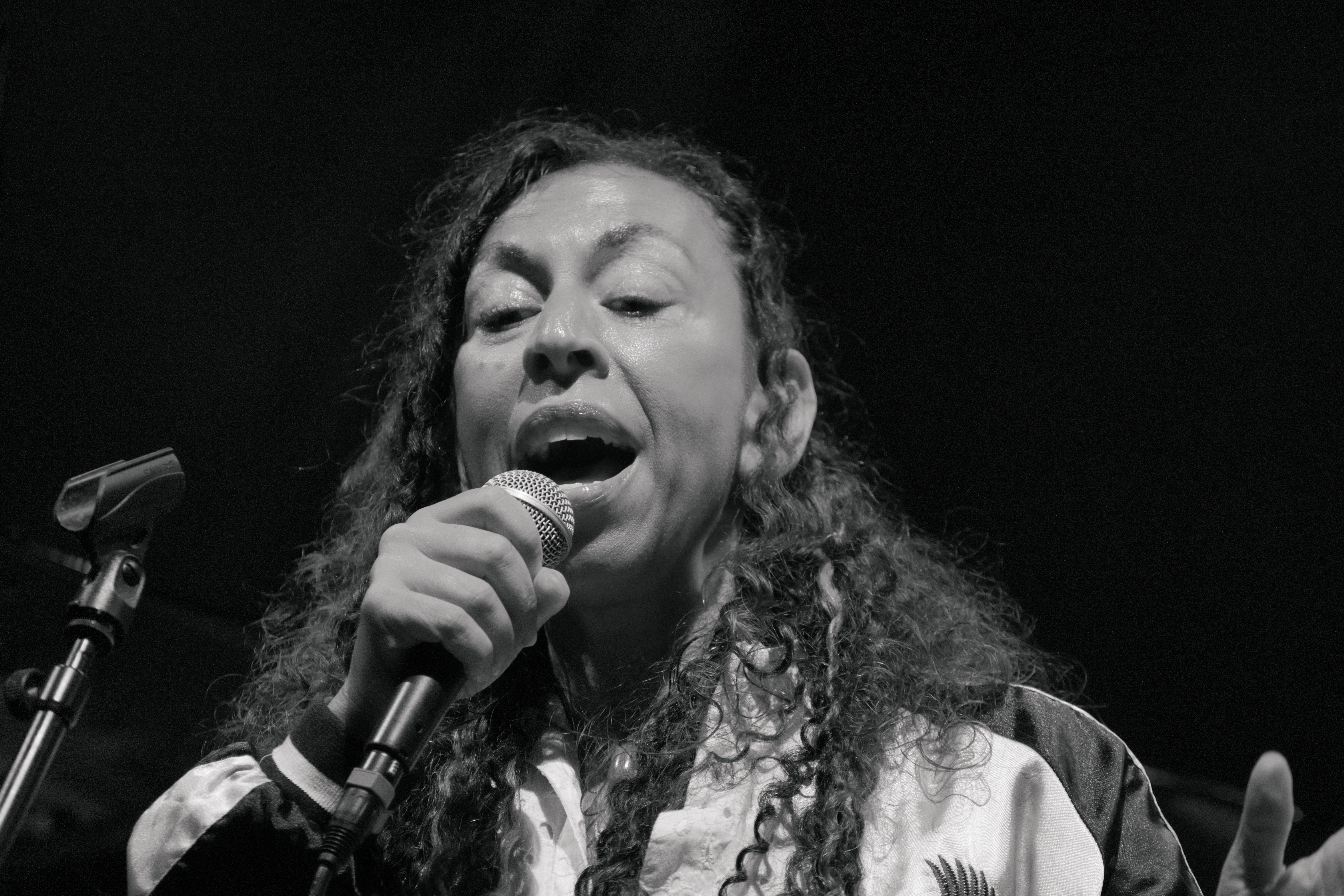
Heidi Vogel auf dem INNtöne Jazzfestival 2025

Heidi Vogel (* um 1977) ist eine britische Jazzsängerin.

## Wirken
Vogel gewann 1995 den Yamaha National Youth Rock and Pop Award, bei dem Phil Collins Juror war. Danach sang sie für den Cirque du Soleil, mit dem sie auf Tournee ging. In der Folge wurde sie in der Jazz- und Soulszene von London bekannt und war seit 1997 an Aufnahmen beteiligt. Seit 2006 trat sie als Leadsängerin des The Cinematic Orchestra auf, mit dem sie fast 15 Jahre lang zusammenarbeitete (zuletzt auf The Promise, 2019). Bis 2007 tourte sie mit der Formation durch die USA, Australien, Südafrika, Kanada und Europa und beendete das Jahr mit einem ausverkauften Konzert in der Royal Albert Hall (Album 2008).
Als Solistin trat Vogel 2010 auf der Hauptbühne des Big Chill Festival UK auf, und im darauffolgenden Jahr stand sie als Vorgruppe für Erykah Badu beim Chill Out Festival in Dubai auf der Bühne. Auftritten beim North Sea Jazz Festival, Montreux Jazz Festival, Montreal Jazz Festival und beim London Jazz Festival folgten.
Vogels selbstproduziertes Debütalbum Lagrimas de um passaro – Tears of a Bird erschien 2011. 2013 folgte Turn Up the Quiet bei Far Out Recordings; es enthält Songs von Antonio Carlos Jobim, Vinicius de Moraes, Gilberto Gil und Ivan Lins, die sie mit dem Gitarristen Josue Ferreira sowie Gastmusikern wie dem Sänger Cleveland Watkiss, dem Pianisten Austin Peralta und Keyboarder Ivo Neame interpretierte. Sie trat als Solistin bei den BBC Proms 2019 in der Royal Albert Hall auf, wo sie an einem Konzert von Monty Alexander mit The Sacred Music of Duke Ellington beteiligt war. 2021 interpretierte sie Sarah Vaughans brasilianische Songs in Ronnie Scott’s Jazz Club.
Weiterhin arbeitete sie mit Eska Mtungwazi, The Brand New Heavies, Isaac Hayes, Soweto Kinch und Bobby McFerrin. Sie ist auch auf Alben von Till Brönner, Africanism, Gilles Peterson, Susheela Raman, Ananda Project, Mônica Vasconcelos, Nicola Conte oder Sean Khan (Supreme Love: A Journey Through Coltrane) zu hören.